# Jorge Burruchaga
Jorge Burruchaga (9 d'octubre de 1962) és un exfutbolista argentí.

## Selecció de l'Argentina
Va formar part de l'equip argentí a la Copa del Món de 1986.